# Соусканово
Соусканово — село в Тарском районе Омской области России. Административный центр Соускановского сельского поселения.

## История
Основано в 1800 г. В 1928 г. состояло из 67 хозяйств, основное население — русские. Центр Соускановского сельсовета Знаменского района Тарского округа Сибирского края.

## Население
| 1926 | 2002 | 2010 |
| ---- | ---- | ---- |
| 336  | ↘293 | ↘245 |